# 2024年1月中國大陸

## 1月1日
- 《中華人民共和國愛國主義教育法》正式實施，條文列出的適用對象包括「港澳台同胞」和海外僑胞，愛國主義教育的主要內容包括「習近平新時代中國特色社會主義思想」[1][2]。

## 1月2日
- 中华人民共和国外交部发言人发表关于中美建交45周年的谈话，谈话指出中美关系的发展有利于世界和平与稳定，符合两国共同利益。[3]

## 1月30日
- 贵州小区火灾致一人死亡。[4]涉事小区消防不合格。[5][需要較佳来源]